# Zahnbindenzünsler
Der Zahnbindenzünsler (Cynaeda dentalis) ist ein Schmetterling aus der Familie der Crambidae. Die Art ist eurasienweit verbreitet.

## Merkmale
Die Falter erreichen eine Flügelspannweite von 21 bis 31 Millimetern (bzw. eine Vorderflügellänge von 12 bis 14 mm). Die zweite Generation ist allerdings im Durchschnitt etwas kleiner. Die Vorderflügel sind bräunlich bis grünlichgelblich gefärbt mit einer eigenartigen, am Hinterrand stark wurzelwärts zurück springenden, hellen, aber schwarz gesäumten, gezackten Querlinie. Die in die Spitzen der gezackten Linie laufenden Flügeladern sind im Saumfeld meist weiß, oder weißlich gefärbt. Sehr charakteristisch sind borstenartige Schuppen, die vom Hinterrand des Vorderflügels im Bereich des Basalfeldes abgehen. Die Fransen sind meist hell/dunkel gescheckt, wobei allerdings der helle Anteil meist deutlich breiter ist als der dunkle Anteil. Es gibt einen Geschlechtsdimorphismus in der Färbung: meist sind die Weibchen etwas dunkler als die Männchen.
Die Hinterflügel des Weibchens sind bräunlich gefärbt; beim Männchen sind die Hinterflügel etwas heller mit einer querverlaufenden Zackenlinie.
Die Fühler der Männchen sind kurz bewimpert, beim Weibchen sind die Fühler noch kürzer bewimpert. Die Palpen sind vorgestreckt und spitz beschuppt.
Das 0,50 × 0,35 mm messende Ei ist subzylindrisch und lateral etwas abgeflacht. Es ist anfangs gelblich und wird im weiteren Verlauf der Entwicklung rötlich. Die Oberfläche weist ein netzartiges Muster auf.
Die gelbgrünliche bis weißlichgelbliche Raupe weist eine dünne, etwas dunklere Rückenlinie auf. Im letzten Stadium ist sie 17 bis 18 mm lang. Der relativ kleine Kopf und der Nacken sind schwarz, der Nacken ist durch eine hellere Mittellinie geteilt. Die schwarzen Warzen sind in Reihen angeordnet.
Die Puppe ist rotbraun und 10 mm (11 bis 12 mm) lang und 3 mm dick. Der Kopf ist gerundet. Die Oberfläche ist fein zellenartig, stellenweise auch gerunzelt. Der Kremaster ist kurz und breit, das Ende abgerundet und mit zwei Paar kurzen, hakenartigen Borsten versehen.

### Ähnliche Arten
Der Zahnbindenzünsler ähnelt zwei anderen Cynaeda-Arten: C. gigantea und C. forsteri. Letztere Art ist bisher nur aus dem Südural und dem Tien-Shan bekannt. Die typische Form der C. dentalis ist dunkler als C. gigantea. Allerdings kommt im Mittelmeerraum auch eine hellere Form von C. dentalis vor, die meist als Unterart aufgefasst wird. Aber auch in Mitteleuropa kommen gelegentlich hellere Formen von C. dentalis vor.
- der letzte Zahn im Hinterrand der Vorderflügel ist länger (zum Außenrand hin) als der

Zahn weiter zum Vorderrand hin; bei gigantea und forsteri ist der Zahn kürzer
- die Striche zwischen den Aderenden der Vorderflügel sind weißlich; bei gigantea und forsteri sind sie bräunlich
- im Aedeagus der Männchen fehlt der Cornutus; bei gigantea sind 2 Cornuti vorhanden, bei forsteri gibt es nur einen Cornutus

## Geographische Verbreitung und Lebensraum
Das Verbreitungsgebiet erstreckt sich durch ganz Europa bis nach Süd- und Westsibirien. Im Norden reicht es bis in den Süden Fennoskandiens und Südengland, im Süden zieht sich die Arealgrenze von Nordafrika, über Kleinasien, den Nahen Osten über den Kaukasus bis nach Zentralasien. Die Art kommt auch auf Madeira und den Kapverdischen Inseln vor.
Die Art bevorzugt eher trockene Biotope auf kalkhaltigen oder sandigen Böden in der offenen Landschaft, wenn die entsprechenden Raupennahrungspflanzen vorhanden sind.

## Lebensweise
In Mitteleuropa bildet die Art eine Generation, die Falter fliegen von Juni bis September (Juli bis August). Im Süden werden zwei Generationen gebildet, hier fliegen die Falter von April bis Juni und von August bis Oktober. Die Falter sind dämmerungsaktiv und kommen an künstliche Lichtquellen. Sie sitzen tagsüber meist an oder in der Nähe der Raupennahrungspflanzen. Die Eier werden einzeln oder in kleinen Gruppen, wobei die Eier dicht an dicht liegen, an die Raupennahrungspflanzen abgelegt. Das einzelne Ei wird an das Substrat angeklebt. Die kleine Raupe miniert zunächst, später im Frühjahr frisst sie Blätter. Die minierten Blätter treiben oft blasig auf oder bilden gallenartige Anschwellungen. Die Raupe wird auch nahe der Basis der Stängel oder frei in einem Gespinst zwischen den Blättern und Blüten der Raupennahrungspflanzen gefunden. Bisher nachgewiesen sind: Gewöhnlicher Natternkopf (Echium vulgare), Echium gaditanum, Ochsenzungen (Anchusa spp.), Lotwurzen (Onosma spp.). Die Raupe überwintert. Die Verpuppung erfolgt im Juni/Juli in einem festen Kokon in den Blättern oder Stängeln.

## Taxonomie und Systematik
Die Art wurde 1775 von Denis und Schiffermüller als Pyralis dentalis erstmals wissenschaftlich beschrieben. Es ist die Typusart der Gattung Cynaeda Hübner, 1825 und auch der Gattung Odontia Duponchel, 1832, die somit ein jüngeres objektives Synonym von Cynaeda ist. Die Gattung Odontia wurde später zur Typusart der Tribus Odontiini; der Name der Tribus bleibt gültig, obwohl die namensgebende Gattung ein jüngeres Synonym ist.
- Cynaeda dentalis dentalis, die nominotypische Unterart
- Cynaeda dentalis dilutalis Lattin, 1959, im Mittelmeerraum, heller als die Nominatform
- Cynaeda dentalis occidentalis Viette, 1958, Kapverdische Inseln[7]

Slamka bezweifelt die Berechtigung der ssp. dilutealis, da auch aus Mitteleuropa hellere Formen bekannt sind, die als f. pallida Lattin, 1951 bezeichnet werden.

## Belege